# Lleó d'Acris
Lleó d'Acris (en llatí Leo o Leon, en grec Λεών Ἀχρίς), o Lleó d'Acrídia (moderna Ocrida a Albània) fou un bisbe grec que va mantenir la seva dignitat d'arquebisbe ortodox entre els búlgars, i va fixar la seva seu a Ocrida.
El 1053 es va unir a Miquel Cerulari, patriarca de Constantinoble, en escriure una carta contra l'església llatina i atacant al papa que fou enviada a Joan, bisbe de Trani a la Pulla, per ser distribuïda entre el clergat llatí. Cèsar Baronius en dona una traducció. El Papa Lleó IX, per mitjà del llegat cardenal Humbert, el va excomunicar junt amb Cerulari el 1054. Lleó va escriure altres cartes la major part de les quals es conserven. En parlen Aleix Aristè, Lleó Al·laci i Nicolau Comnè Papadopoli.